# Luc Antoni
Pour les articles homonymes, voir Antoni.
Luc Antoni est un humoriste, comédien et auteur de théâtre français.

## Biographie
Luc Antoni suit le cours d’art dramatique Viriot à Paris  et, après des années de petits boulots, il se lance dans le solo en 1996 (Riposte, Œil pour Œil, Espèces, La solitude du blagueur de fond, La fête continue).

De 1994 à 2000, il fait partie de la Bande du Carré Blanc, également appelée Nous Ç Nous, une troupe d'humoristes français qui se produit au café-théâtre du Carré Blanc à Paris et dans laquelle jouent entre autres Jean Dujardin, Philippe Urbain, Éric Massot, Emmanuel Joucla, Bruno Salomone, Éric Collado et Sonia Mathieu. Remarqués par Patrick Sébastien en 1997, ils passent à la télé dans ses émissions Etonnant et drôle puis Fiesta sous l’appellation la Bande du Carré Blanc.
Il est connu pour son sketch culte : Restaurant Le Pâté impérial, où il caricature l'attitude serviable et réactive des Vietnamiens en France.
Il joue, en 2009, en tournée La Mort de Don Juan, monologue de Damiane Goudet.
En 2011-2012, il est aussi le Commandant Charléty aux côtés de Gilbert Melki sur Canal +, dans la série Kaboul Kitchen, saison 2.
En novembre 2013 au Théâtre Le Tribunal, à Antibes, il crée un nouveau spectacle solo, Machine arrière toute !.
Il est l'auteur de la plupart des textes qu'il interprète dans ses spectacles, seul en scène.

## Théâtre
- 1996-2000 : Solos humoristiques Sketchs de Luc Antoni et Thierry Mahé (au Point-Virgule, au Théâtre de Dix Heures, en festival et en tournée)
- 2001-2002 : Riposte, solo de Luc Antoni, au Théâtre du Point-Virgule[2] Primé à de nombreux festivals (dont « Performance d’acteur »)
- 2003-2004 : œil pour œil solo de Luc Antoni et Thierry Mahé. Mise en scène Luc Antoni (au Théâtre du Lucernaire, en festival et en tournée)[3],[4]
- 2005 : Espèces solo de Luc Antoni et Thierry Mahé. Mise en scène : Julie Dumons (création au Théâtre du Lucernaire)
- 2006-2008 : La solitude du blagueur de fond, solo de Luc Antoni. Mise en scène de l’auteur et de Julie Dumons
- 2008 : Mange ta soupe, pièce de Fabrice Raspati
- 2009 : La fête continue…, solo de Luc Antoni et Fabrice Raspati[5]. Mise en scène Chloé Lacan
- 2009 : La mort de Don Juan. Monologue de Damiane Goudet. Mise en scène de l’auteur (Avignon Off 2010 et en tournée)
- 2012 : Travail rapide et soigné, solo de Luc Antoni. Mise en scène : Pascal Serieis
- 2010-2011 : Un chapeau de paille d’Italie d'Eugène Labiche. Mise en scène de Jean-Luc Jeener : Fadinard
- 2013-2015 : Machine arrière toute ! solo de Luc Antoni à L'Archipel[6],[7]. Mise en scène : Marc Gelas
- 2016 : Cavale, one-man show au Théâtre Michel[8],[9]. Mis en scène de Luc Antoni et Marc Gélas

## Filmographie

### Cinéma
- 1997 : Pop Corn (court-métrage) de Yannick Rolandeau, Canal + : gangster
- 2000 : Le spectateur (court-métrage) de Marc Gibaja, Canal +
- 2001 : Un soir où la lune était blanche (court-métrage) de Rodolphe Tissot
- 2009 : Les larmes de la luciole court-métrage d'Antoine Mocquet
- 2010 : Hollywoo de Pascal Serieis et Frédéric Berthe : passager avion
- 2011 : La promotion (court-métrage) de Manu Joucla, Arte : Hugues Duprécy de Chastenay
- 2014 : Un homme idéal de Yann Gozlan : l'agent immobilier
- 2015 : De sas en sas de Rachida Brakni : Anthony
- 2021 : OSS 117 : Alerte rouge en Afrique noire de Nicolas Bedos : Roussel

### Télévision
- 1997-1998 : Nous Ç Nous (la Bande du Carré Blanc)
- 2001 : Maigret, épisode Signé Picpus réalisé par Jacques Fansten
- 2003-2004 : 20h10 pétantes émission de Stéphane Bern
- 2007 : Le Club des manchots de Pascal Serieis
- 2013 : Kaboul Kitchen  de Frédéric Berthe, Saison 2
- 2014 : L'Esprit de famille  de Frédéric Berthe
- 2015 : Lebowitz contre Lebowitz de Frédéric Berthe
- 2017 : Les Crimes silencieux de Frédéric Berthe : le prêtre
- 2018 : Les Innocents de Frédéric Berthe : Zubiondo
- 2018 : Balthazar de Frédéric Berthe
- 2022 : Désordres
- 2024 : Olympe, une femme dans la Révolution